# Vysokopillský rajón
Vysokopillský rajón (ukrajinsky Високопільський район) byl rajón v Chersonské oblasti na Ukrajině. Hlavním městem byla Vysokopillja a rajón měl přibližně 14 tisíc obyvatel. 

## Sídla v rajónu
- Archanhelske
- Vysokopillja